# Ralf Schuler

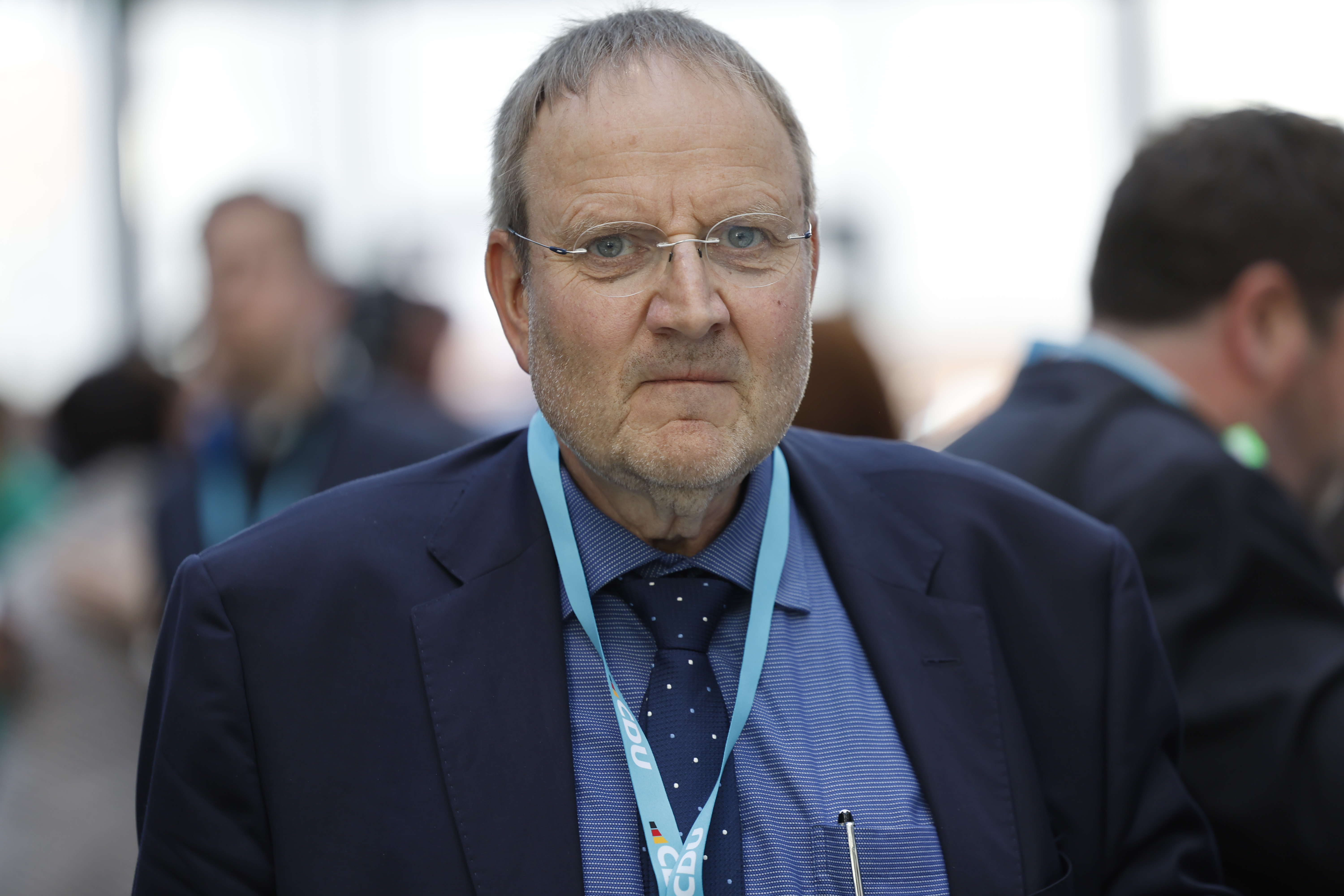
Ralf Schuler (2025)

Ralf Schuler (* 1965 in Ost-Berlin) ist ein deutscher Journalist.

## Leben
Schulers Großeltern hatten eine Bäckerei, die laut der Bild über 100 Jahre in Familienbesitz war und 1982 in der DDR enteignet wurde. Als Jugendlicher war Schuler, der in Berlin-Köpenick aufwuchs, Mitglied der evangelischen Jungen Gemeinde.
Nach dem Abitur bestand Schuler die Aufnahmeprüfung an der Filmhochschule Babelsberg, wurde dort jedoch nur unter der Voraussetzung einer Laufbahn als Unteroffizier bei der Nationalen Volksarmee aufgenommen, was er nach eigenen Angaben aus religiösen Gründen ablehnte. Er absolvierte eine Ausbildung als Mechaniker in der Metallverarbeitung. Anschließend arbeitete er in der Produktion im Glühlampenwerk Narva. Ab 1985 begann Schuler als Volontär bei der ostdeutschen CDU-Zeitung Neue Zeit. 1986 wurde er deren Redakteur und Balkan-Korrespondent, bis die Zeitung 1994 eingestellt wurde. Ab 1989 absolvierte er ein Fernstudium der Literatur- und Kulturwissenschaften an der Humboldt-Universität Berlin. 
1995 wurde er Redakteur der Welt, 1998 Leiter Politik der Märkischen Allgemeinen bis 2010. Von 2013 bis Oktober 2022 leitete er die Parlamentsredaktion von Bild.
2019 erschien sein Buch Lasst uns Populisten sein: Zehn Thesen für eine neue Streitkultur. Sein Buch Generation Gleichschritt. Wie das Mitlaufen zum Volkssport wurde erschien 2023 mit einer Einleitung von Dieter Nuhr.
In einem Brief an den Chefredakteur Johannes Boie und den Vorstandsvorsitzenden der Axel Springer SE, Mathias Döpfner, den die Zeitschrift Cicero im August 2022 veröffentlichte, kündigte Schuler seinen Abschied von Bild an. Er wolle „im besten freiheitlich-bürgerlichen Sinne für die Rechte des Einzelnen“ eintreten, diskriminierungsfrei zu leben, jedoch nicht „fest an der Seite der LGBTQ-Community im eisenharten Kampf für Menschenrechte und gegen Diskriminierung“ stehen, wie es ein stellvertretender Bild-Chefredakteur kurz zuvor gefordert habe. Er stehe keiner politischen Bewegung „fest zur Seite“ und halte dies auch nicht für eine journalistische Aufgabe. Im Oktober kündigte Schuler fristlos und wechselte im November zu Julian Reichelts Produktionsfirma Rome Medien GmbH. Dort moderiert er seit Ende 2022 die Interviewsendung Schuler! Fragen, was ist, die seit Juli 2023 auch auf dem Onlinemedium Nius veröffentlicht wird.
Schuler ist verheiratet und hat drei Kinder.

## Positionen
In seinem Buch Generation Gleichschritt beklagt Schuler ein gedankenloses „Mitläufertum“ in Deutschland. Es gebe seiner Ansicht nach „kleine, aber lautstarke Interessengruppen in verschiedenen Bereichen des gesellschaftlichen Lebens“, „die – obwohl sie in der Minderheit sind – jegliche Gegenstimmen unterdrücken“. Für den Autor ist die AfD „eine normale Oppositionspartei, die darunter leide, von Veranstaltungen ausgeladen zu werden“.
Schuler sieht Hinweise auf den Klimawandel, etwa beim Wetterbericht, als „klimapolitische Marschrouten“. Den wissenschaftlichen Konsens zum Klimawandel stellt er in Frage – es sei geboten auch „alternative Erwärmungsursachen“ für den Klimawandel zu diskutieren.
Im Juli 2023 veröffentlichte Schuler auf Twitter einen Link zu einem Meinungsbeitrag von Günter Ederer in der Zeitung Die Welt aus dem Jahr 2011, in welchem Ederer die menschengemachte globale Erwärmung als Propaganda darstellt.

## Auszeichnungen
- Theodor-Wolff-Preis (1993)[17]
- Jürgen-Moll-Preis der Theo-Münch-Stiftung für die Deutsche Sprache (2023)[18]

## Bücher
- Lasst uns Populisten sein: Zehn Thesen für eine neue Streitkultur. Herder, 2019, ISBN 978-3-451-38358-8.
- Generation Gleichschritt. Wie das Mitlaufen zum Volkssport wurde, Fontis, Basel 2023, ISBN 978-3-03848-260-4.
- Der Siegeszug der Populisten: Warum die etablierten Parteien die Bürger verloren haben, Fontis, Basel 2024, ISBN 978-3-03848-284-0.